# 탈라우드곰쿠스쿠스
탈라우드곰쿠스쿠스(Ailurops melanotis)는 쿠스쿠스과에 속하는 유대류의 일종이다. 인도네시아 탈라우드 제도 살리바부 섬의 토착종이다. 자연 서식지는 아열대 또는 열대 기후 지역의 건조림이다.